# Perissus scutellatus
Perissus scutellatus är en skalbaggsart som beskrevs av Louis Alexandre Auguste Chevrolat 1863. Perissus scutellatus ingår i släktet Perissus och familjen långhorningar.
Artens utbredningsområde är Filippinerna. Inga underarter finns listade i Catalogue of Life.